# Thiên Trường Stadium
Das Thiên Trường Stadium (vietnamesisch Sân vận động Thiên Trường), ehemals Chùa Cuối Stadium, ist ein in der vietnamesischen Stadt Nam Định befindliches Mehrzweckstadion. Es wird als Heimspielstätte des Erstligisten Nam Định FC genutzt. Das Stadion hat ein Fassungsvermögen von 20.000 Personen.